# Герб Львівської області
Герб Льві́вської о́бласті затверджений 27 лютого 2001 року рішенням Львівської обласної ради.

## Опис
Герб являє собою геральдичний однодільний щит: у синьому полі жовтий (золотий) коронований лев спинається на скелю справа (по-геральдичному). Озброєння лева не виділене. Навколо щита декоративний бронзовий картуш, прикрашений гілками дуба і лавра. У горішній частині картуша щиток із малим державним гербом України — жовтим (золотим) тризубом у синьому полі.

## Значення символів
Лев, що спинається на скелю, символізує могутність і силу краю, його мешканців, які віками боронили свою незалежність від чужинців. Водночас він перегукується з назвою міста Львова й іменем його першого володаря — князя Льва Даниловича. Корона на голові лева вказує на столичну роль регіону в Галицько-Волинському королівстві (у XVIII—поч. ХХ ст. — Королівство Галичини й Володимирії). Дубові й лаврові гілки обабіч герба символізують доблесть і славу регіону.

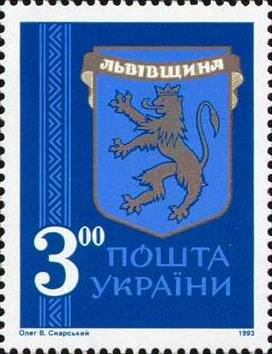
Поштова марка України, 1993

Тризуб, що увінчує Великий герб, вказує на велику роль Львівщини у боротьбі за Українську державу.

## Технічні деталі
Пропорції герба зі щитом — висота та ширина 5:4, радіус заокругленої нижньої частини дорівнює 1/2 ширини щита. Лев розміщений пропорційно щодо вертикальної осі, з усіх сторін на відстані, рівній 1/10 висоти щита від його країв.
Еталонний зразок герба міститься у Львівській обласній раді.

## Див.також
- Прапор Львівської області
- Львівська область